# تبغ شائع

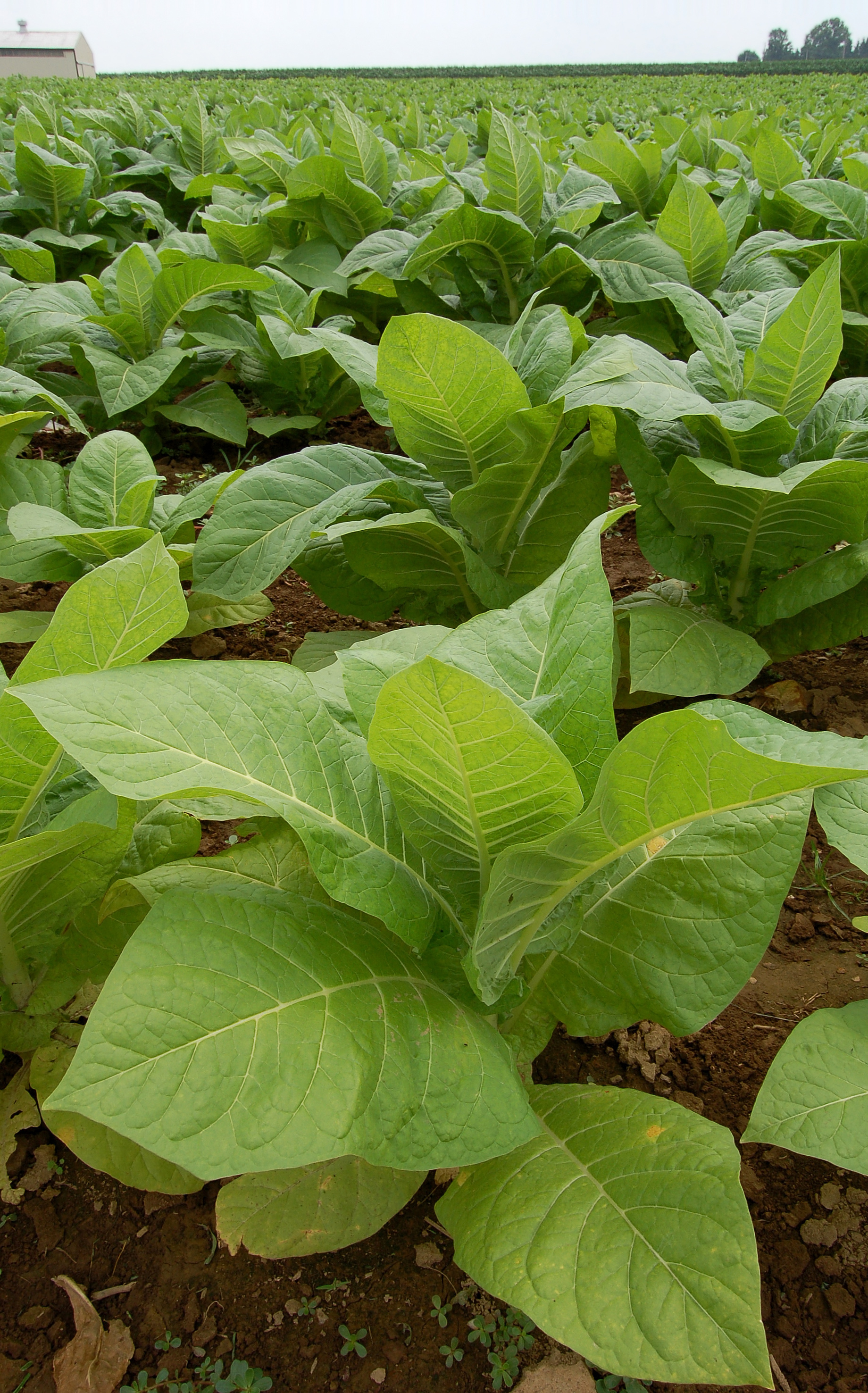
مزرعة تبغ

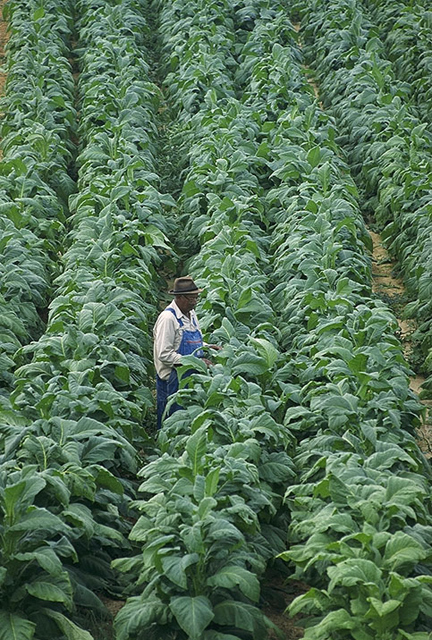
حقل التبغ

التبغ  هو نبات يزرع للحصول علي أوراقه التي يصنع منها السجائر والسيجار والنشوق(سعوط) والمضغة. ويعتبر التبغ مخدرا ويسبب الإدمان لوجود مادة النيكوتين به. ويعتبر التبغ حسب الإحصائيات الأخيرة القاتل الأول في العالم. وأوضحت دراسات منظمة الصحة العالمية أن التبغ يقتل شخص كل 6 ثوان في العالم أي حوالي 5 ملايين شخص سنوياً. فبين عامي 1990 – 1999 أودي بحياة 21 مليون شخص نصفهم ما بين سن 35 - 65 سنة.وخلال مطلع هذا القرن يتوقع وفاة 10 ملايين كل سنة. مما جعل التدخين وباء عالميا قاتلا، يسبب أمراض القلب والسكتة الدماغية وعدة أنواع من السرطان ولاسيما سرطان الرئة والالتهاب الشعبي المزمن بالرئة ومشاكل في الأوعية الدموية القلبية والطرفية والدماغية.
ويحتوي التبغ على 4000 مادة كيماوية من بينها 100 مادة سامة و63 مادة مسرطنة (يطلق عليها القطران) تسبب السرطان. وأهم هذه المواد المتهم الأول القاتل النيكوتين القابض للأوعية الدموية والسام للأعصاب، ومواد مبيدات حشرية وزرنيخ والسيانيد cyanide السام (الذي يستخدم عادة في غرف الإعدام بالغاز بأمريكا) ومادة فورمالدهيد (يستخدم حاليا لحفظ الجثث) وبروميد الأمونيا (النشادر)الخانق، والآسيتون وغازات أول أكسيد الكربون والميثان والبروبان والبيوتان وكلها غازات سامة.
ومن الأمراض التي يسببها أيضا التدخين التهابات اللثة وإصابات العضلات والذبحة الصدرية وآلام الرقبة والظهر وتحرك العينين الغير عادي Nystagmus وإصابة العين بالطفيليات Ocular Histoplasmosis وقرحة الإثني عشر ونخر(هشاشة) العظام Osteoporosis لكلا الجنسين وعتمة العين Cataract والتهاب عظام المفاصل Osteoarthritis وعدم قدرة القضيب بالرجل علي الانتصاب وقلة الحيوانات المنوية أو تشوهها وسرعة القذف. وقد يصل المدخن إلي العجز الجنسي، والتهاب الدورة الدموية بالأطراف والتهاب القولون والاكتئاب والصدفية وكرمشة الجلد وفقدان السمع والتهاب المفاصل الروماتويدي. وضعف جهاز المناعة وفقدان الأسنان.وقد تصاب المرأة بالعقم والتبكير في سن اليأس. كما قد يؤدي في النهاية للعمي Optic Neuropathy أو مايسمي بفقدان النظر بسبب التبغ.. وقد يصاب المدخن بالسل والالتهاب المزمن بالجيوب الأنفية والتهاب أعصاب العين.والتدخين أو التعرض لدخان السجائر يعجلان بظهور أمراض شرايين القلب والقرحة بالمعدة ويسببان اضطرابات في الإخصاب وارتفاع ضغط الدم وأمراضا مميتة وتأخير التئام الجروح وظهور سرطان الشرج والكبد والبروستاتا والعجز الجنسي.وفي أمريكا يتسبب التدخين الغير مباشر (السلبي) في موت 3آلاف سنويا بسرطان الرئة و300 ألف طفل يصابون بمشاكل العدوي بالجاهز التنفسي السفلي lower respiratory tract.وقد تصبح هذه الحالات المرضية مزمنة.
وفي تقرير أفرج عنه هذا العام الجراح العالمي ريتشارد كامونا لوسائل الإعلام العالمية حول التدخين والصحة بمناسبة اليوم العالمي (يوم 31 مايو من كل عام) لمكافحة التدخين ((No Tobacco Day))، كشف فيه لأول مرة عن مدى تأثير التدخين على كل أعضاء الجسم حيث بين فيهِ أن التدخين له علاقة بظهور الكتاراكت (العتمة) بالعين وسرطان الدم (اللوكيميا) والالتهاب الرئوي وسرطان الحوض والمثانة والحلق والفم والكلية والبنكرياس والمعدة. لأن المواد السامة تسير مع تدفق الدم في كل أجزاء الجسم. وأظهر التقرير أن التدخين يقتل 440 ألف أمريكي سنويا. والمدخنون الرجال يقلل من أعمارهم 13,2 سنة، والنساء المدخنات تقل أعمارهن 14,5 سنة بسبب التدخين. وينفق على التدخين سنويا 157 مليار دولار في الولايات المتحدة وحدها و75 مليار دولار على تكاليف العلاج الطبي، وعلى أضرارهِ، و82 مليار دولار بسبب تقليل الإنتاج. فلقد بينت الإحصائيات أن 12 مليون أمريكي ماتوا منذ عام 1964 حتى الآن، و25 مليون معرضون حاليا للموت بسببه. وكما إن ما يقال حول السجائر القليلة القطران أو النيكوتين called low-tar or low-nicotine cigarettes فانها تسبب هذه الأمراض الفتاكة. فلا يوجد السجائر الآمنة أو الخفيفة 'light،' ultra-light فكلها تحوي القطران.

## تاريخ التبغ وتطوره
مما لا شك فيه أن التبغ من أكثر الأشياء التي أثرت في تاريخ الأنسانية ولهذا من المهم أن نعرف تاريخه ومراحل تطوره في الأزمنة المختلفة.
التبغ هو نبات تواجد في قارتي أمريكا الشمالية والجنوبية حيث كان السكان الأصليون يستعملونه في الطقوس الدينية وفي العلاج حيث كان يستخدم كمسكن أيضا وبعض أنواعه كانت تستخدم لتخفيف آلام الأسنان.
ومع أكتشاف كريستوفر كولمبوس لقارة أمريكا عرف العالم التبغ عن طريقه حيث أهداه السكان الأصليون التبغ وبعد فترة جلب البحارة التبغ معهم وهم عائدون إلى قارة أوروبا.
منذ ذلك الوقت بدأالتبغ في الأنتشار في أوروبا ويرجع سبب أنتشاره إلى أعتقاد الأوروبيين أن التبغ له خصائص تساعد على الشفاء من الكثير من الأمراض.
في عام 1600 أصبح التبغ شهير للغايه حتى أن استخدامه أصبح مثل استخدام النقود.
وفي هذا التوقيت أيضا بدأ ملاحظه بعض الأضرار والأثار السلبية للتبغ ولكن من خلال بعض الأفراد ثم في عام 1610 لاحظ السير فرانسيس باكون أن الأقلاع عن هذه العادة السيئه صعب للغايه.
في عام 1760 أنشاء بيير لوريارد شركه في نيويورك لتصنيع التبغ والسيجار وما شابه.

## اكتشاف أضراره
بمرور السنوات بدأ العديد من العلماء في معرفه المواد الكيميائية في التبغ وأثاره الخطيره على الصحة.
في عام 1826 اكتشف النيكوتين النقى وبعد قليل العلماء أعتبروا النيكوتين ماده سامه خطيره.
في عام 1836 أقر صأمويل جرين أن التبغ هو سم ويمكن أن يقتل إنسان.
في عام 1847 بدأ فيليب موريس في بيع السجائر التركية التي تلف باليد.
بدأت السجائر في الأنتشار عندما أحضرها الجنود العائدون إلى إنجلترا معهم من الجنود الروس والأتراك.
أما في أمريكا فالسجائر لم تكن هي الأكثر أنتشارا حتى بدايات 1900 بدأت السجائر أن تكون المنتج الأكثر إنتاجيه. في عام 1901 كانت مبيعات السجائر 3.5 مليار سيجاره وكانت مبيعات السيجار 6 مليارات سيجار.
عام 1902 الأنجليزى فيليب موريس يؤسس مجموعه محلات في نيويورك لبيع سجائره بما فيها مارلبورو الشهيرة.
بدأت شعبيه السجائر تتزايد، في عام 1913 أر.جى.رينولد بدأ في بيع نوع من السجائر يدعى كاميل (الجمل).
في 2010 سجلت شركة فيليب موريس خلال الربع الثالث 2.2% نمواً في المبيعات لتصل إلى 16.94 مليار دولار و8% نموا في الأرباح. وتتوقع إدارة الشركة زيادة في العائدات نسبتها 20%-22% هذا العام، حسب موقع «نقودي».

## فترات الحروب
تفجر استخدام السجائر بكثافة خلال الحرب العالمية الأولى (1914-1918) حيث أصبحت تدعى (دخان الجنود).
بدأت الشركة الأمريكية للتبغ في إنتاج وتسويق ماركاتها من السجائر (لاكي سترايك) وبدأت بتسويقها بين النساء.
ازدادت معدلات التدخين بين النساء خاصة المراهقات في الفترة من (1925-1935).
هي عام 1939 أنتجت الشركة الأمريكية للتبغ ماركتها الجديدة (pall Mall) والتي جعلتها أكبر شركات التبغ في أمريكا.
في خلال فترة الحرب العالمية الثانية تزايدت مبيعات السجائر بشكل كبير وأصبحت بالنسبة للجنود مثل الطعام.
كما قامت شركات التبغ بارسال ملايين السجائر المجانيه للجنود وعندما عاد هؤلاء الجنود إلى أوطانهم أصبحت لدى هذه الشركات قاعدة كبيرة من المدخنين.
خلال عام 1950 ظهرت الكثير من الدلائل التي تربط بين السجائر وسرطان الرئة وبالرغم من تجاهل الشركات للتحذيرات الصحية إلا أنهم شرعوا في إنتاج أنواع السجائر الأكثر أمنا والتي تستخدم الفلتر.
عام 1954 قامت شركه أر.جى.رينولد بأنتاج ماركة ونستون ذات فلتر وفي عام 1956 أنتجت ماركة (salem).

## تغير الموقف الرسمي تجاه السجائر
في عام 1964 ظهر تقرير عن السجائر والصحة، هذا التقرير ساعد الحكومة على تقليل أعلانات السجائر، عموماً فترة الستينات شهدت ظهور العديد من التحذيرات الصحية من السجائر.
1965 توقفت أعلانات السجائر التليفزيونيه في إنجلترا.
1966 وضعت التحذيرات الصحية على علب السجائر.
1968 ظهر نوع من السجائر يدعى برافو بدون تبغ ولكنها فشلت تماما.
نتيجه لكل هذا بدأت شركات التبغ الدخول في أنشطه أخرى بجانب التبغ وتغيير أسمائها فمثلا شركه فيليب موريس بدأت في شراء شركه لصناعه البيره وأر.جى.رينولد غيرت كلمه شركه التبغ أصبحت أر.جى.رينولد الصناعية وبدأت تدخل في صناعات أخرى مثل الألومنيوم.
عام 1971 توقفت أعلانات السجائر في التليفزيون الأمريكي، مع العلم أنه لا تزال السجائر ثاتى أكبر منتج من حيث الأعلانات بعد السيارات.
عام 1977 بدأت خطوه التدخين في أماكن مفتوحه فقط.
عام 1979 تقرير عن التأثير الصحي السئ للسجائر على النساء وذلك بعد أرتفاع معدل التدخين بين النساء.
عام 1980 بدأت الجهات الرسمية تعتبر التدخين خطأ وأصبح الكثير من الأماكن العامة تمنع التدخين.
عام 1982 تقرير عن أن التدخين السلبى يسبب سرطان الرئة وحرم التدخين في الأماكن العامة وأماكن العمل.
عام 1985 سرطان الرئة السبب الأكثر لوفاه النساء أكثر من سرطان الثدى.
عام 1987 منع التدخين في رحلات الطيران الأقل من ساعتين وعام 1990 منع التدخين في رحلات الطيران عموما.
في خلال فترة الثمانينات والتسعينات بدأت شركات التبغ تغزو أسواق جديده خارج أمريكا وبالأخص الدول الناميه في آسيا. تعتبر مارلبورو المنتج رقم 1 في المبيعات عالميا بمعدل دخل يفوق 30 مليار دولار والآن ينافسها شركه كوكاكولا.
في السنوات القليلة الماضية ظهرت دلائل أن الشركات كانت تعلم بأضرار السجائر وأستمرت في بيعها وأنهم كانوا على علم أن النيكوتين مادة تسبب نوع من الأدمان وأستخدموا هذه المعلومة للإيقاع بالمزيد من الناس في براثن التدخين.

## دخوله العالم العربي
دخل التبغ مع المستعمرين للبلاد العربية، وانتشر بين العرب، وكان أول ما عرف نحو عام 1000 للهجرة، وأرخ بعض الشعراء عام ظهوره بقوله :
سألوني عن الدخان وقالوا *** هل له في كتابنا إيماءُ
قلت : ما فرَّط الكتاب بشيء *** ثم أرختُ (يوم تأتي السماءُ)